# 几何朗兰兹纲领
几何朗兰兹纲领(geometric Langlands program)是由数论中的朗兰兹纲领陈述在代数曲线的函数域上而得到的一系列猜想与结论。它联系了代数几何、表示论与量子场论，并对这些学科都产生了深远的影响。在定义于有限域的代数曲线上证明朗兰兹纲领的想法出自于德林費爾德对{\displaystyle \mathrm {GL} _{2}}情形的证明。洛朗·拉福格推广了他的技巧，给出了{\displaystyle \mathrm {GL} _{n}}情形的证明，而后樊尚·拉福格给出了对于一般约化群{\displaystyle G}的自守形式的伽罗华分解。另一方面，柏林森与德林費爾德提出了特征为零的代数曲线上的朗兰兹纲领，并运用无穷维李代数的表示论构造了赫克特征{\displaystyle {\mathcal {D}}}-模。阿林金与盖茨哥利根据他们的构造提出了范畴化几何朗兰兹纲领，将伽罗华表示与自守形式之间的关系解释为两个无穷范畴的等价关系。卡普斯汀与爱德华·威滕将黎曼曲面上的几何朗兰兹纲领解释为量子场论的S-对偶性。

## 基本想法
根据安德烈·韦伊的想法，数域与黎曼曲面的函数域之间有密切的关系，而定义于有限域{\displaystyle \mathbb {F} _{q}}上的代数曲线与两者都有相似之处。在数域上困难的命题，往往可以在代数曲线、甚至黎曼曲面上陈述并给出证明。几何朗兰兹纲领可以视为数域上的朗兰兹纲领在代数曲线上的表述。
若给定数域{\displaystyle F}和约化群{\displaystyle G}，则自守形式是{\displaystyle G(\mathbb {A} _{F})}上满足特定性质的函数（这里，{\displaystyle \mathbb {A} _{F}}指的是{\displaystyle F}的賦值向量環）。朗兰兹纲领的目标是把自守形式联系到伽罗华群{\displaystyle \mathrm {Gal} ({\overline {F}}/F)}在对偶群{\displaystyle {\check {G}}}中取值的表示。在定义于{\displaystyle \mathbb {F} _{q}}的代数曲线{\displaystyle X}上，（不分歧的）自守形式应当理解为定义于{\displaystyle G}-主丛构成的模空间{\displaystyle \mathrm {Bun} _{G}}的有理点上的{\displaystyle {\overline {\mathbb {Q} }}_{l}}-值函数，而伽罗华表示应当理解为{\displaystyle X}的平展基本群{\displaystyle \pi _{1}(X)}到{\displaystyle {\check {G}}({\overline {\mathbb {Q} }}_{l})}的映射。

## 有限域上的几何朗兰兹纲领
考虑定义在{\displaystyle \mathbb {F} _{q}}上的光滑、射影、几何连通的代数曲线{\displaystyle X}。

### 几何类域论
在{\displaystyle G=\mathrm {GL} _{1}}的情形下，朗兰兹纲领等价于类域论。后者指的是一个拓扑群的同态，称作阿廷互反律(Artin reciprocity)：
{\displaystyle \theta :\mathrm {Pic} (\mathbb {F} _{q})\rightarrow \pi _{1}(X)_{\mathrm {ab} }}。
这里，{\displaystyle \pi _{1}(X)}是曲线{\displaystyle X}的平展基本群，{\displaystyle \pi _{1}(X)_{\mathrm {ab} }}是它的阿贝尔化。阿廷互反律在投射有限化后会成为同构。不严格地说，几何类域论所表达的现象是{\displaystyle \pi _{1}(X)_{\mathrm {ab} }}内所有的关系都由{\displaystyle X}上的亚纯函数给出。
我们现在解释德利涅构造阿廷互反律的方法。首先，通过格罗滕迪克的faisceaux-fonctions对应，若给定概形{\displaystyle \mathrm {Pic} }上的一个平展{\displaystyle {\overline {\mathbb {Q} }}_{l}}-层，则在每一个{\displaystyle \mathbb {F} _{q}}点上，我们可以取弗羅貝尼烏斯自同构的迹而得到一个{\displaystyle {\overline {\mathbb {Q} }}_{l}}-值，这样就能构造{\displaystyle \mathrm {Pic} (\mathbb {F} _{q})}上的一个函数。另一方面，一个映射{\displaystyle \pi _{1}(X)\rightarrow {\overline {\mathbb {Q} }}_{l}^{\times }}可以视为{\displaystyle X}上的光滑{\displaystyle {\overline {\mathbb {Q} }}_{l}}-层{\displaystyle E}。所以，给定{\displaystyle E}，如果我们可以构造{\displaystyle \mathrm {Pic} }上的一个一阶平展{\displaystyle {\overline {\mathbb {Q} }}_{l}}-层（且满足一定性质），那么通过取迹，我们就能构造{\displaystyle \theta }的拓扑对偶：
{\displaystyle \theta ^{*}:\mathrm {Hom} (\pi _{1}(X),{\overline {\mathbb {Q} }}_{l}^{\times })\rightarrow \mathrm {Hom} (\mathrm {Pic} (\mathbb {F} _{q}),{\overline {\mathbb {Q} }}_{l}^{\times })}。
这个方法几何化了阿廷互反律。通过取{\displaystyle X}的交换积，并使用阿贝尔-雅可比映射的性质，德利涅解决了这个几何问题。

### 一般约化群的情形
在一般约化群的情形下，现在最强的定理由樊尚·拉福格给出，它描述了尖点自守形式的向量空间按伽罗华参量的正交分解：
{\displaystyle C_{c}^{\mathrm {cusp} }(G(F)\backslash G(\mathbb {A} _{F})/K_{N}\Xi ;{\overline {\mathbb {Q} }}_{l}){\xrightarrow {\sim }}\bigoplus _{\sigma }{\mathfrak {H}}_{\sigma }}。
在{\displaystyle G=\mathrm {GL} _{n}}的情形下，上述正交分解由德林费尔德和洛朗·拉福格给出，并且构成了从尖点自守表示到伽罗华表示的一一对应。樊尚·拉福格的定理并不能用来证明朗兰兹所预测的一一对应，所以可以被视为“自守-到-伽罗华”单方面的结果。
我们现在解释上述分解中各项的含义。首先，{\displaystyle F}是代数曲线{\displaystyle X}的函数域，{\displaystyle \mathbb {A} _{F}}是它的賦值向量環。我们取{\displaystyle X}的一个有限子概形{\displaystyle N}；这是我们考虑的自守形式和伽罗华表示允许分歧的位置。假定{\displaystyle G}是定义在{\displaystyle F}上的分解可约群(split reductive group)，设{\displaystyle K_{N}}为{\displaystyle G(\mathbb {O} _{F})\rightarrow G({\mathcal {O}}_{N})}的核，{\displaystyle \Xi }为由{\displaystyle G}的中心(center)引出的拓扑群{\displaystyle Z(F)\backslash Z(\mathbb {A} _{F})}中的格(lattice)。左侧的含义是定义在{\displaystyle G(F)\backslash G(\mathbb {A} _{F})/K_{N}\Xi }上满足尖点性质的{\displaystyle {\overline {\mathbb {Q} }}_{l}}-值紧支撑函数。右侧的下标是伽罗华表示{\displaystyle \mathrm {Gal} ({\overline {F}}/F)\rightarrow {\check {G}}({\overline {\mathbb {Q} }}_{l})}（满足如下性质：定义在一个有限扩张{\displaystyle \mathbb {Q} _{l}\subset E}、连续、半单(semisimple)、且在{\displaystyle N}外非分歧）的共轭类。樊尚·拉福格的正交分解可以推广到{\displaystyle G}不分解(non-split)的情形，以及元辛(metaplectic)的情形{\displaystyle {\widetilde {G}}}。
在证明这个分解中，拉福格使用的主要工具是几何佐武同构和德林费尔德的штука。他运用佐武同构构造了一个作用在自守形式上的交换代数{\displaystyle {\mathcal {B}}}，其元素称为远足算符(excursion operator)。不严格地说，{\displaystyle {\mathcal {B}}}可以被视为伽罗华表示所构成的模空间上的结构层，所以每个伽罗华表示都呈现于他们的共同特征值；上述分解即是向量空间{\displaystyle C_{c}^{\mathrm {cusp} }(G(F)\backslash G(\mathbb {A} _{F})/K_{N}\Xi ;{\overline {\mathbb {Q} }}_{l})}关于{\displaystyle {\mathcal {B}}}-作用的特征分解。

### ℓ{\displaystyle \ell }-进赫克特征层
德利涅对几何类域论的证明启发了一个更强的“伽罗华-到-自守”的几何问题：给定一个{\displaystyle {\check {G}}({\overline {\mathbb {Q} }}_{l})}-值的伽罗华表示{\displaystyle E}，是否能构造一个对应于{\displaystyle E}的、定义在代数栈{\displaystyle \mathrm {Bun} _{G}}上的{\displaystyle {\overline {\mathbb {Q} }}_{l}}-层{\displaystyle \mathrm {Aut} _{E}}？为了表述这个对应关系，我们要求{\displaystyle \mathrm {Aut} _{E}}满足以{\displaystyle E}为特征值的赫克特征条件。
在{\displaystyle G=\mathrm {GL} _{n}}的情形下，这个构造由弗兰克尔-盖茨哥利-维罗宁给出。它基于一个消灭猜想(vanishing conjecture)。在有限域的情形下，这个消灭猜想可以从洛朗·拉福格的工作中得出。2004年，盖茨哥利给出了消灭猜想的单独证明，从而将赫克特征层的构造推广到任意域的情形。

## 零特征域上的几何朗兰兹纲领
设{\displaystyle k}是一个特征为零的代数闭域，并考虑定义在{\displaystyle k}上的光滑、射影代数曲线{\displaystyle X}。这一情形下的几何朗兰兹纲领与无穷维李代数的表示论和共形场论密切相关。在零特征域的情形下，自守形式由代数栈{\displaystyle \mathrm {Bun} _{G}}上的{\displaystyle {\mathcal {D}}}-模取代。因为弗洛贝尼乌斯同态的缺失，层与函数之间不再具有直接关系，所以零特征域上的朗兰兹纲领不能直接用来获得“古典”信息。

### 希钦系统的量子化
希钦系统诞生于于微分几何学家奈杰尔·希钦对希格斯场(Higgs field)的研究。他发现由希格斯场构成的模空间上有一个完全可积系统。在代数几何的观点下，希格斯场的模空间可以理解为{\displaystyle \mathrm {Bun} _{G}}的余切空间{\displaystyle T^{*}\mathrm {Bun} _{G}}。这一空间具有射向一个向量概形{\displaystyle \mathrm {Hitch} _{G}}的映射：
{\displaystyle h:T^{*}\mathrm {Bun} _{G}\rightarrow \mathrm {Hitch} _{G}}。
而希钦系统由{\displaystyle \mathrm {Hitch} _{G}}上函数的拉回给出。柏林森与德林費爾德提出了这一可积系统的量子化。对于半单群{\displaystyle G}，他们证明了如下结论：若给定一个{\displaystyle X}上具有oper结构的局部系统{\displaystyle {\mathcal {E}}}，则在{\displaystyle \mathrm {Bun} _{G}}上存在一个以{\displaystyle {\mathcal {E}}}为特征值的赫克特征{\displaystyle {\mathcal {D}}}-模{\displaystyle {\mathcal {F}}}。

### 范畴化几何朗兰兹纲领
范畴化几何朗兰兹纲领(categorical geometric Langlands program)由阿林金与盖茨哥利提出。它有两个分支：局部与全局，且两者都具有量子形变。全局的朗兰兹纲领描述了两个无穷范畴间的等价关系。设{\displaystyle G}为{\displaystyle k}上的约化群，{\displaystyle {\check {G}}}为它的朗兰兹对偶群。我们可以构造两个代数栈：
- {\displaystyle G}-主丛构成的模空间 {\displaystyle \mathrm {Bun} _{G}}；
- {\displaystyle {\check {G}}}-局部系统构成的模空间 {\displaystyle \mathrm {LocSys} _{\check {G}}}。

范畴化几何朗兰兹纲领猜想如下的无穷范畴等价：
{\displaystyle \mathbb {L} _{G}:{\mathcal {D}}{\text{-}}\mathrm {Mod} (\mathrm {Bun} _{G}){\xrightarrow {\sim }}\mathrm {IndCoh} _{\mathrm {Nilp} }(\mathrm {LocSys} _{\check {G}})}。
这里，自守形式方面的范畴由{\displaystyle \mathrm {Bun} _{G}}上的{\displaystyle {\mathcal {D}}}-模构成，而伽罗华方面的范畴需要一些额外的解释。首先，{\displaystyle \mathrm {IndCoh} (Y)}指的是一个代数栈{\displaystyle Y}上的归纳凝聚层。若{\displaystyle Y}是拟光滑的，则它具有一个奇点栈{\displaystyle \mathrm {Sing} (Y)}，并且任意一个{\displaystyle Y}上的归纳凝聚层{\displaystyle {\mathcal {F}}}都有一个奇支撑{\displaystyle \mathrm {SingSupp} ({\mathcal {F}})}，是{\displaystyle \mathrm {Sing} (Y)}上的一个锥形闭子集。阿林金与盖茨哥利证明{\displaystyle \mathrm {LocSys} _{\check {G}}}是拟光滑的，并且描述了{\displaystyle \mathrm {Sing} (\mathrm {LocSys} _{\check {G}})}中的一个闭子集{\displaystyle \mathrm {Nilp} }，称为全局幂零锥(global nilpotent cone)。在上述等价中，伽罗华方面的范畴{\displaystyle \mathrm {IndCoh} _{\mathrm {Nilp} }(\mathrm {LocSys} _{\check {G}})}指的是{\displaystyle \mathrm {IndCoh} (\mathrm {LocSys} _{\check {G}})}中由奇支撑属于{\displaystyle \mathrm {Nilp} }的归纳凝聚层构成的完全子范畴。伽罗华方面幂零锥的出现可以理解为数论中亚瑟参量的几何体现。上述无穷范畴间的等价可以用来实现赫克特征{\displaystyle {\mathcal {D}}}-模的构造；对于任意一个{\displaystyle X}上的{\displaystyle {\check {G}}}-局部系统{\displaystyle E}，它对应于{\displaystyle \mathrm {LocSys} _{\check {G}}}上的一个skyscraper层，于是它在{\displaystyle \mathbb {L} _{G}}下的像即是以{\displaystyle E}为特征值的赫克特征{\displaystyle {\mathcal {D}}}-模。
在{\displaystyle G=\mathrm {GL} _{1}}时，上述等价关系即是傅立叶-向井-洛蒙变换。在{\displaystyle G=\mathrm {GL} _{2}}的情形下，盖茨哥利给出了上述等价关系的证明题纲。范畴化几何朗兰兹的研究在很大程度上需要依靠导出代数几何的工具。

### 量子几何朗兰兹纲领
为了描述全局几何朗兰兹纲领的量子形变，需要引入带旋{\displaystyle {\mathcal {D}}}-模 (twisted D-module)的概念。对于一个光滑的代数簇{\displaystyle X}，一个带旋{\displaystyle {\mathcal {D}}}-算子是一个带有{\displaystyle \mathbb {Z} _{\geq 0}}流 (filtration)的结合代数层，其关联有次代数与{\displaystyle X}的切丛{\displaystyle TX}所生成的对称代数作为泊松代数同构。该代数的模称为带旋{\displaystyle {\mathcal {D}}}-模。这一定义可以拓张到任何光滑代数栈。
为了说明的简便，在本节中我们限制{\displaystyle G}是一个单群，并引入以下记号：
- {\displaystyle {\mathfrak {g}}}是{\displaystyle G}所对应的李代数；
- {\displaystyle h^{\vee }}是{\displaystyle {\mathfrak {g}}}的对偶考克斯特数(dual Coxeter number)；
- {\displaystyle r}是{\displaystyle {\mathfrak {g}}}的带数(lacing number)，亦即其登金图（英语：Dynkin diagram）中相邻两顶点间最大的边数；
- 对于任何{\displaystyle c\in k}，令{\displaystyle [c]={\frac {c-h^{\vee }}{2h^{\vee }}}}。

在这种情况下，对于每一个{\displaystyle c\in k}（对应于{\displaystyle {\mathfrak {g}}}所对应的仿射李代数的一个中心扩张），存在一个{\displaystyle \mathrm {Bun} _{G}}上的带旋{\displaystyle {\mathcal {D}}}-算子{\displaystyle {\mathcal {D}}^{c}}，对应于{\displaystyle {\mathcal {L}}_{\mathrm {det} }^{[c]}}到自身的微分算子，其中{\displaystyle {\mathcal {L}}_{\mathrm {det} }}是{\displaystyle \mathrm {Bun} _{G}}上的自带的行列式线丛。其对应的带旋{\displaystyle {\mathcal {D}}}-模范畴记作{\displaystyle {\mathcal {D}}{\text{-}}\mathrm {Mod} ^{c}(\mathrm {Bun} _{G})}。
在柏林森与德林費爾德对量子化希钦系统的研究中，赫克特征{\displaystyle {\mathcal {D}}}-模自然处于的范畴是对应于临界值(critical level) {\displaystyle c=0}（对应于{\displaystyle [c]=-{\frac {1}{2}}}）的{\displaystyle {\mathcal {D}}}-模范畴，而该范畴与{\displaystyle [c]=0}的范畴（亦即上文中的{\displaystyle {\mathcal {D}}{\text{-}}\mathrm {Mod} (\mathrm {Bun} _{G})}）等价。而另一方面，伽罗华侧的对象{\displaystyle \mathrm {IndCoh} _{\mathrm {Nilp} }(\mathrm {LocSys} _{\check {G}})}的某种近似{\displaystyle \mathrm {QCoh} (\mathrm {LocSys} _{\check {G}})}与{\displaystyle {\mathcal {D}}{\text{-}}\mathrm {Mod} ^{c}(\mathrm {Bun} _{\check {G}})}在{\displaystyle c\to \infty }时同构。这自然地引出几何朗兰兹纲领是否可以沿着{\displaystyle c}的方向形变的问题。量子全局几何朗兰兹纲领猜想如下的无穷范畴等价：
{\displaystyle \mathbb {L} _{G}^{c}:{\mathcal {D}}{\text{-}}\mathrm {Mod} ^{c}(\mathrm {Bun} _{G}){\xrightarrow {\sim }}{\mathcal {D}}{\text{-}}\mathrm {Mod} ^{-{\frac {1}{rc}}}(\mathrm {Bun} _{\check {G}})}。
这一猜想亦隐式地出现于卡普斯汀与威滕对于几何朗兰兹纲领的物理诠释中。

## 文献
1. ↑  Séminaire Bourbaki, La correspondence de Langlands sur les corps de fonctions
2. ↑  Lafforgue, V., Chtoucas pour les groupes réductifs et paramétrisation de Langlands globale
3. 1 2  Beilinson, A., and Drinfel'd, V., "Quantization of Hitchin's integrable system and Hecke eigensheaves" （页面存档备份，存于）
4. ↑  Arinkin, D., and Gaitsgory, D., "Singular support of coherent sheaves, and the geometric Langlands conjecture" （页面存档备份，存于）
5. 1 2  Kapustin, A., and Witten, E., Electric-Magnetic Duality And The Geometric Langlands Program
6. ↑  Gaitsgory, D., "Outline of the proof of the geometric Langlands conjecture for GL(2)" （页面存档备份，存于）
7. ↑  Gaitsgory, D., "Quantum Langlands Correspondence" （页面存档备份，存于）